# Christian Ludwig von Hagedorn

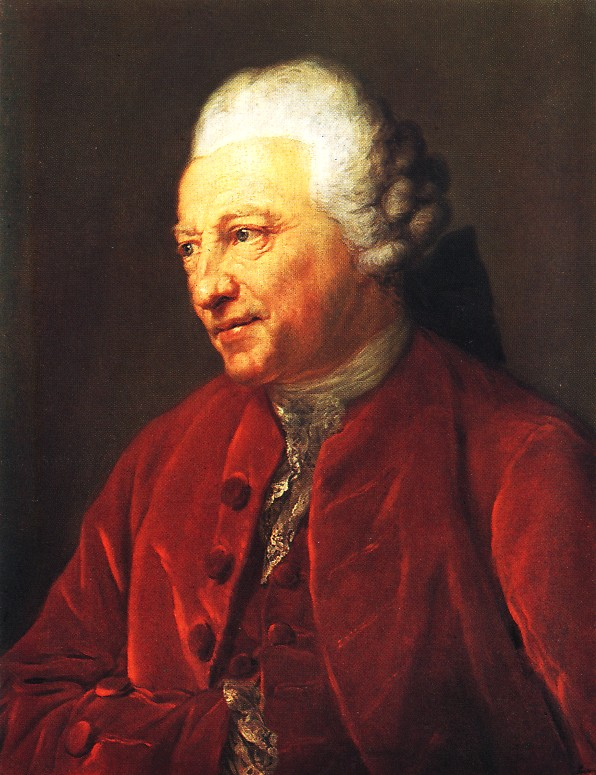
Christian Ludwig Hagedorn; Porträt von Anton Graff 1772

Christian Ludwig von Hagedorn (* 14. Februar 1712 in Hamburg; † 24. Januar 1780 in Dresden) war ein deutscher Kunsttheoretiker und -sammler, außerdem Amateurstecher und Diplomat im sächsischen Dienst. Seine kunsttheoretischen Betrachtungen bereiteten die Ästhetik der Romantik vor. Sein älterer Bruder Friedrich (1708–1754) war Dichter, sein Vater Hans Statius Diplomat und Regierungsrat in dänischen Diensten.

## Diplomatische Tätigkeit
Hagedorn studierte Jura in Altdorf, Briefe bezeugen jedoch, dass er sich schon zu dieser Zeit für Kunst interessierte. 1732 wechselte er an die Universität Jena und hörte – wie sein Bruder – juristische Vorlesungen bei Burkhard Gotthelf Struve und Christian Gottlieb Buder (1693–1763).
1737 trat Hagedorn in diplomatische Dienste als Legationssekretär und avancierte schließlich zum Legationsrat. Die diplomatische Tätigkeit führte ihn an verschiedene deutsche Höfe, wo er in den dortigen Sammlungen Kunstwerke studieren konnte und sich zum Kunstkenner entwickelte. Auf seinen zahlreichen Reisen lernte er so namhafte Kunsttheoretiker kennen wie Johann Joachim Winckelmann, Johann Georg Sulzer und Salomon Gessner, mit denen er in Kontakt blieb. In seiner fünfzehnjährigen Dienstzeit baute er auch eine eigene Kunstsammlung auf, die hauptsächlich deutsche und niederländische Werke des 17. und 18. Jahrhunderts enthielt.

## Kunstkritische Tätigkeit

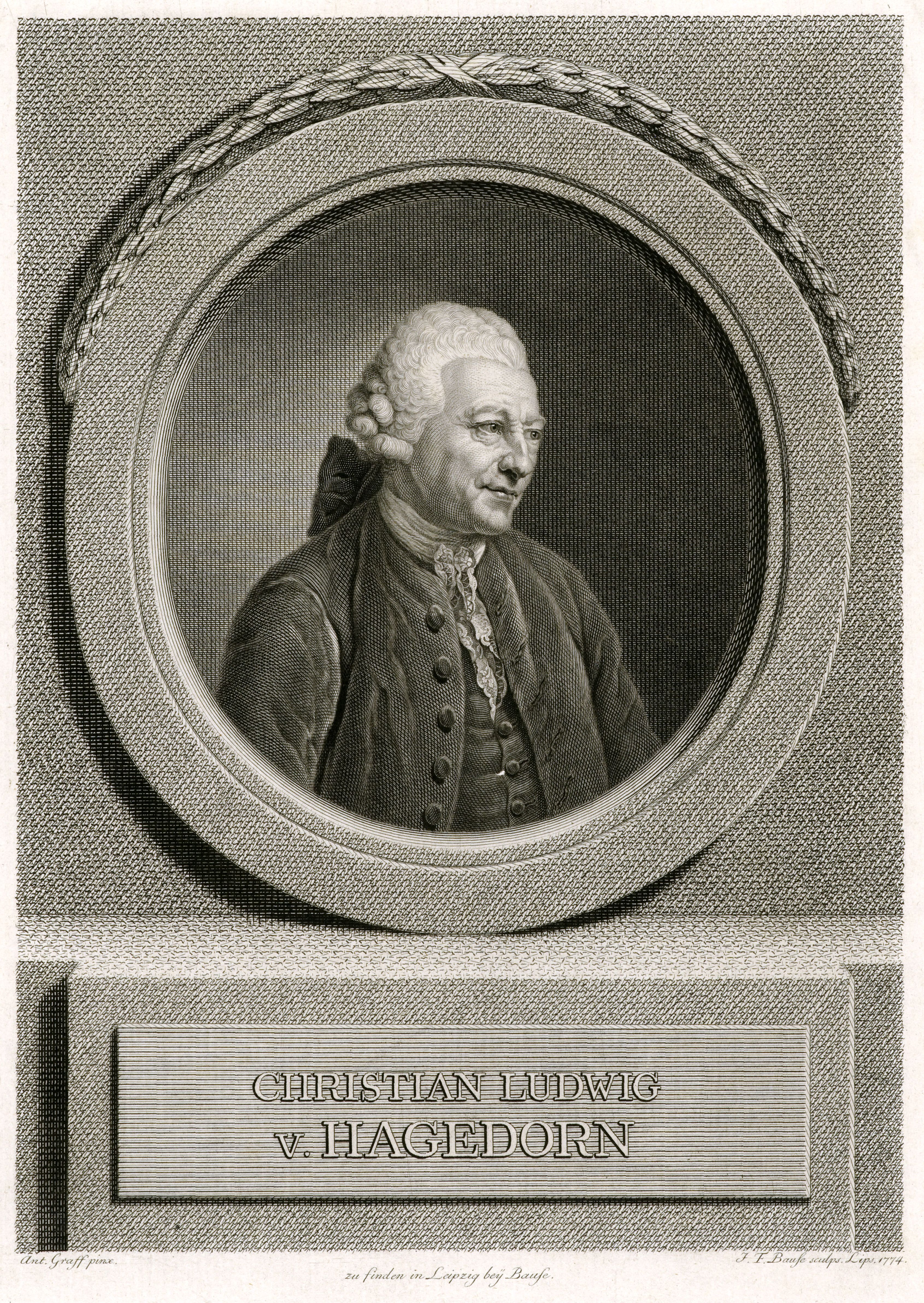
Porträt Christian Ludwigs von Hagedorn von Johann Friedrich Bause

Nach dem Ausscheiden aus dem Dienst 1752 etablierte er sich als Kunstkritiker und -theoretiker: 1755 publizierte er anonym einen Katalog seiner eigenen Sammlung (Lettre à un amateur...), wobei er dadurch einen gewinnträchtigen Verkauf einzuleiten trachtete. Es enthielt neben der Bestandsliste viele Künstlerviten kunstkritische Anmerkungen und vor allem eine Skizze zu einer Geschichte der Deutschen Kunst. Hagedorn intendierte mit dem Werk eine Fortsetzung der Teutschen Academie von Joachim von Sandrart.
Zwar gelang es Hagedorn nicht, die Sammlung zu verkaufen, doch erlangte er große Beachtung als Kunstkenner. Friedrich Nicolai lud ihn ein, an der gerade gegründeten Bibliothek der schönen Wissenschaften und der freyen Künste mitzuarbeiten.
1762 publizierte Hagedorn unter eigenem Namen seine Betrachtungen über die Mahlerey. Darin schlugen sich die Lektüre französischer und englischer Kunstliteratur sowie seine eigenen bisherigen Kunsterfahrungen nieder. In diesem Werk und in zahlreichen Essays für die Bibliothek ergreift er Partei für das Gefühl statt der Vernunft als Urteilskriterium im Hinblick auf Kunstwerke. Damit bereitete er den Sturm und Drang und die Romantik vor. Zwar hielt Hagedorn am Vorbildcharakter der Antike und der Alten Meister fest, sprach aber der nordeuropäischen Kunst einen den Italienern ebenbürtigen Platz zu.
1763, ein Jahr nach der Veröffentlichung der „Betrachtungen“, wurde Hagedorn damit beauftragt, das Konzept für eine sächsische Akademie und Zeichenschule zu entwerfen. Zu diesem Zweck korrespondierte er u. a. mit Johann Georg Wille in Paris. 1764 wurde er Generaldirektor der Sächsischen Kunstsammlungen und der Kunstakademie in Dresden. Auch die Dependancen in Leipzig und Meißen unterstanden ihm.
1766 wurde er zum auswärtigen Mitglied der Göttinger Akademie der Wissenschaften gewählt.

## Tätigkeit als Kunstsammler
Während seiner diplomatischen Tätigkeit 1737 bis 1752 sammelte Hagedorn Gemälde, vorzugsweise Landschafts- und Genregemälde. Bis zu seinem Tod 1780 befand sich die Sammlung in seiner Wohnung in der Frauengasse in Dresden. Waetzold bezeichnete sie als „eine der wertvollsten Materialsammlungen zur deutschen Kunstgeschichte des 18. Jahrhunderts“.
In seinem Testament vom 14. Juli 1760 hatte Hagedorn seine Gemäldesammlung und die dazugehörige Bibliothek der Universität Wittenberg, sein Porzellan aber der in Dänemark wohnhaften Frau Christiane Tönsberg (Tønsberg) vermacht. Es gelang aber dem Propst Andreas Tamdrup Rachlou, der mit einer Cousine der Frau Tønsberg verheiratet war, nach einem 14-jährigen Rechtsstreit, in dem nicht alles mit rechten Dingen zuging, den gesamten Nachlass ausgehändigt zu bekommen, wonach die Gemäldesammlung in seinem stattlichen Hof Nygaard in Snoldelev südlich von Kopenhagen aufgehängt wurde.
Am 14. November 1806 brannte Nygaard und damit die gesamte Gemäldesammlung ab, und im Zweiten Weltkrieg wurden fast sämtliche Gerichtsdokumente im Amtsgericht Dresden durch Brand zerstört. Hiernach war jede weitere Forschung zu dieser Gemäldesammlung unmöglich gemacht worden, bis es dem Dänen Rolf Wiecker gelang, wichtige Abschriften der verlorenen Dokumente, unter anderem ein komplettes Verzeichnis aller Gemälde, aufzufinden.
Anhand dieses Verzeichnisses konnte nachgewiesen werden, dass mindestens 54 Gemälde durch den Brand nicht zerstört wurden, und zwar weil sie vor dem Brand verkauft worden waren. Bei dem Brand handelte es sich um einen Versicherungsbetrug, der tatsächlich gelang, weil Rachlou in einem Prozess 1810 der Brandstiftung freigesprochen wurde, und die Versicherungsgesellschaft ihm 11.427 Rt. auszahlen musste. Die etwa 54 Gemälde wurden in dänischen und ausländischen Katalogen verschiedener Kunstversteigerungen eindeutig nachgewiesen und müssen sich heute in verschiedenen öffentlichen und privaten Sammlungen befinden.

## Tätigkeit als Stecher

Eine Radierung Hagedorns aus dem Jahr 1744 (heute im Cleveland Museum of Art)

Als Stecher betätigte sich Hagedorn nur gelegentlich, denn es sind nur Werke aus den Jahren 1743–1745 und 1764–1766 bekannt, von denen einige im Kupferstichkabinett Dresden aufbewahrt werden.

## Veröffentlichungen
- Lettre à un amateur de la peinture avec des eclaircissements historiques sur un cabinet et les auteurs des tableaux, qui le composent. Dresden 1755 (Digitalisat), (Reprint: Genf 1972)
- Betrachtungen über die Mahlerey. 2 Bände. Wendler, Leipzig 1762. (Digitalisat Band 1), (Band 2)
- Briefe über die Kunst von und an Christian Ludwig von Hagedorn Leipzig 1797

## Anmerkung
1. ↑  Der Schweizer Porträtmaler Anton Graff wurde am 20. Juni 1789 Professor für das Porträtfach an der Dresdner Kunstakademie. Graff behielt diese Lebensstellung bis zu seinem Tode anno 1813. Hagedorn war es gewesen, der am 17. Januar 1766 dem Prinzenadministrator Franz Xaver von Sachsen die Ernennung des jungen Schweizers zum Hofmaler empfohlen hatte. Der Hof hatte genehmigt. Ausschlaggebend war eine eingesandte Probearbeit Graffs gewesen.